# Louis Arnould
Louis Arnould  (* 7. August 1864 in Trigny, Département Marne; † 9. November 1949 in Aubigné-Racan) war ein französischer Romanist und Französist.

## Leben
Arnould habilitierte sich 1896 mit den Thèses Racan (1589-1670). Histoire anecdotique et critique de sa vie et de ses œuvres (Genf, Slatkine Reprints, 1970; zweite, gestraffte Auflage u. d. T. Un Gentilhomme de lettres au XVIIe siècle. Honorat de Bueil, Seigneur de Racan, Paris, Colin, 1901), sowie De apologia Athenagorae patris Graeci II° seculo Florentis (Paris, Colin, 1898) und war von 1899 bis 1934 Professor für französische Literatur an der Universität Poitiers (1905 auch Gastprofessor an der Universität Laval in Kanada). Er war korrespondierendes Mitglied der Académie des sciences morales et politiques.
Arnould machte durch ein vielfach aufgelegtes Buch auf den Fall der taubstummen und blinden Marie Heurtin (1885–1921) aufmerksam, deren erfolgreiche Erweckung zum geistigen Leben (vergleichbar dem in Deutschland besser bekannten Fall Helen Keller) in neuester Zeit Gegenstand eines Spielfilms war (Die Sprache des Herzens).

## Werke

### Marie Heurtin
- Une âme en prison, Paris, Oudin, 1900 (betrifft Marie Heurtin). 
  - Une âme en prison. Histoire de l'éducation d'une aveugle-sourde-muette de naissance et ses soeurs des deux mondes, Paris, Oudin, 1904.
  - La vraie vie de Marie Heurtin sourde-muette et aveugle, Paris, Salvator, 2015.
- Âmes en prison. L’École française des sourdes-muettes-aveugles et leurs sœurs des deux mondes, Paris, Oudin, 1910 (zahlreiche Auflagen). 
  - (spanisch) Almas prisioneras. La escuela de Sordomudas y ciergas, Madrid, Espasa-Calpe, 1954.

### Wissenschaft
- Quelques Poètes, Paris, Oudin, 1907 (Vorwort von François Coppée).
- Nos amis les Canadiens. Psychologie. Colonisation, Paris, Oudin, 1913.
- Le duel franco-allemand en Espagne, Paris, Bloud et Gay, 1915.
- La Providence et le bonheur d'après Bossuet et Joseph de Maistre, Paris, Société française d'imprimerie et de librairie, 1917.
- La Terre de France chez La Fontaine. Bêtes et Gens, Tours, Mame, 1924.
- Un voyage à Rome. Le paganisme d'Hippolyte Taine en 1864, Poitiers, M. Labouygue, 1927.
- (Hrsg.) Honorat de Racan, Poésies, Paris, Hachette, 1930 (kritische Ausgabe).
- (Hrsg.) Honorat de Racan, Les Bergeries, Paris, Droz, 1937, 1991 (kritische Ausgabe).